# Анхарієві
Анхарієві (Anchariidae) — родина риб ряду Сомоподібних (Siluriformes). Містить два роди: Ancharius і Gogo. Анхарієві є ендеміками прісних вод Мадагаскару., характеризуються наявністю бахромчастих вусиків і зниження передньої потиличної пластини.
Родина була виділена з родини Арієвих (Ariidae) у 2005 р. для двох родів: Ancharius і новоописанного Gogo. Молекулярний аналіз родини Anchariidae показує її належність до надродини Arioidea.